# Negombata
Negombata is een geslacht van sponsdieren uit de klasse van de Demospongiae (gewone sponzen).

## Soorten
- Negombata corticata (Carter, 1879)
- Negombata kenyensis (Pulitzer-Finali, 1993)
- Negombata magnifica (Keller, 1889)